# 1960 en mathématiques
| Années des mathématiques : 1957 - 1958 - 1959 - 1960 - 1961 - 1962 - 1963    |
| Décennies des mathématiques : 1930 - 1940 - 1950 - 1960 - 1970 - 1980 - 1990 |

Cet article présente les faits marquants de l'année 1960 en mathématiques.

## Évènements
- Février : le physicien Eugene Wigner publie un article intitulé The unreasonable effectiveness of mathematics in the natural sciences[1] (« La déraisonnable efficacité des mathématiques dans les sciences naturelles »)[2].

## Naissances
- 16 janvier : Youssoufi Touré, mathématicien et chercheur en génie informatique français d'origine malienne.
- 8 février : Yewande Olubummo, mathématicienne nigério-américaine.
- 9 mars : Monique Laurent, mathématicienne française.
- 25 mars : Olga Kharlampovich, mathématicienne russo-canadienne.

- 2 avril :
  - Éric Leichtnam, mathématicien français.
  - Osmo Pekonen (mort en 2022), mathématicien finlandais.
- 30 mai : William Crawley-Boevey, mathématicien britannique.
- 12 juin : Roland Speicher, mathématicien allemand.
- 18 juin : Antoine Petit, mathématicien français.
- 16 juillet : Luis Vega, mathématicien espagnol.
- 25 juillet : Michel Van den Bergh, mathématicien belge.
- 21 septembre : Lisa Fauci, mathématicienne américaine.
- 23 octobre : Mario Szegedy, mathématicien et informaticien hongrois.
- 15 décembre : François Labourie, mathématicien français.

- Betül Tanbay, mathématicienne turque.

## Décès
- 5 janvier : Georges Darmois (né en 1888), mathématicien français.
- 28 février : Teiji Takagi (né en 1875), mathématicien japonais.
- 9 mars : Victor Thébault (né en 1882), mathématicien français.
- 8 mai : J. H. C. Whitehead (né en 1904), mathématicien britannique.
- 30 juin : Albert Châtelet (né en 1883), mathématicien et homme politique français.
- 10 août : Oswald Veblen (né en 1880), mathématicien américain.
- 18 août : Carlo Emilio Bonferroni (né en 1892), mathématicien italien.
- 4 novembre : Georges Hostelet (né en 1875), sociologue, mathématicien et philosophe.
- 21 décembre : Eric Temple Bell (né en 1883), mathématicien et auteur de science-fiction écossais.